# Савицький Омелян Михайлович
Омеля́н (Еміліян) Миха́йлович Сави́цький (1845, с. Грабівка, нині Калуського району Івано-Франківської області — 18 серпня 1921, м. Болехів, нині Івано-Франківська область) — український педагог, громадський діяч. Доктор філософії.

## Життєпис
Народився 1845 року в с. Грабівка (Королівство Галичини та Володимирії, Австрійська імперія, нині Калуського району Івано-Франківської області, Україна).
1869 року закінчив Львівський університет.

У 1871—1914 роках викладав математику та фізику в гімназіях Львова (академічна гімназія, 1871—1907 роки) та українській Тернополя (директор гімназії в 1907—1913 роках). 1881 року член новоутвореного у Львові Тимчасового комітету, який започаткував діяльність «Руського Товариства Педагогічного», згодом — "Українського товариства «Рідна школа».
Дописував до «Газети школьной» та інших видань. Автор перших у Галичині підручників із арифметики, алгебри, геометрії, математики та фізики для гімназій (переклади з польської та німецької мов), написаних українською народною мовою (всі видано у Львові):
- «Арифметика і алгебра» (томи 1—2, 1876—1877),
- «Учебник фізики» (1885),
- «Наука геометрії» (частини 1—2, 1901),
- «Геометрія» (1908).

Працював над українською фізико-математичною термінологією. Автор статей із фізики і природознавства.
Помер 18 серпня 1921 року в м. Болехів, нині Івано-Франківська область, Україна.